# 福氏冬鰧
福氏冬鰧（學名：Cheimarrichthys fosteri），又稱冰沙鱸，為冬鱚科（Cheimarrhichthyidae）、冬鱚屬僅有的一種，屬輻鰭魚綱鰧形目，衹分佈在紐西蘭。
本魚作為洄游物種，魚苗在夏末初秋孵化後到海成長至青少年，再於深秋起回歸河溪中生活。

## 分類
本科傳統上曾歸類於鱸形目鱷鱚亞目，但已知鱷鱚亞目是个多系群，因而重新整理出單係群的鰧形目。